# Gottfrid från Strassburg

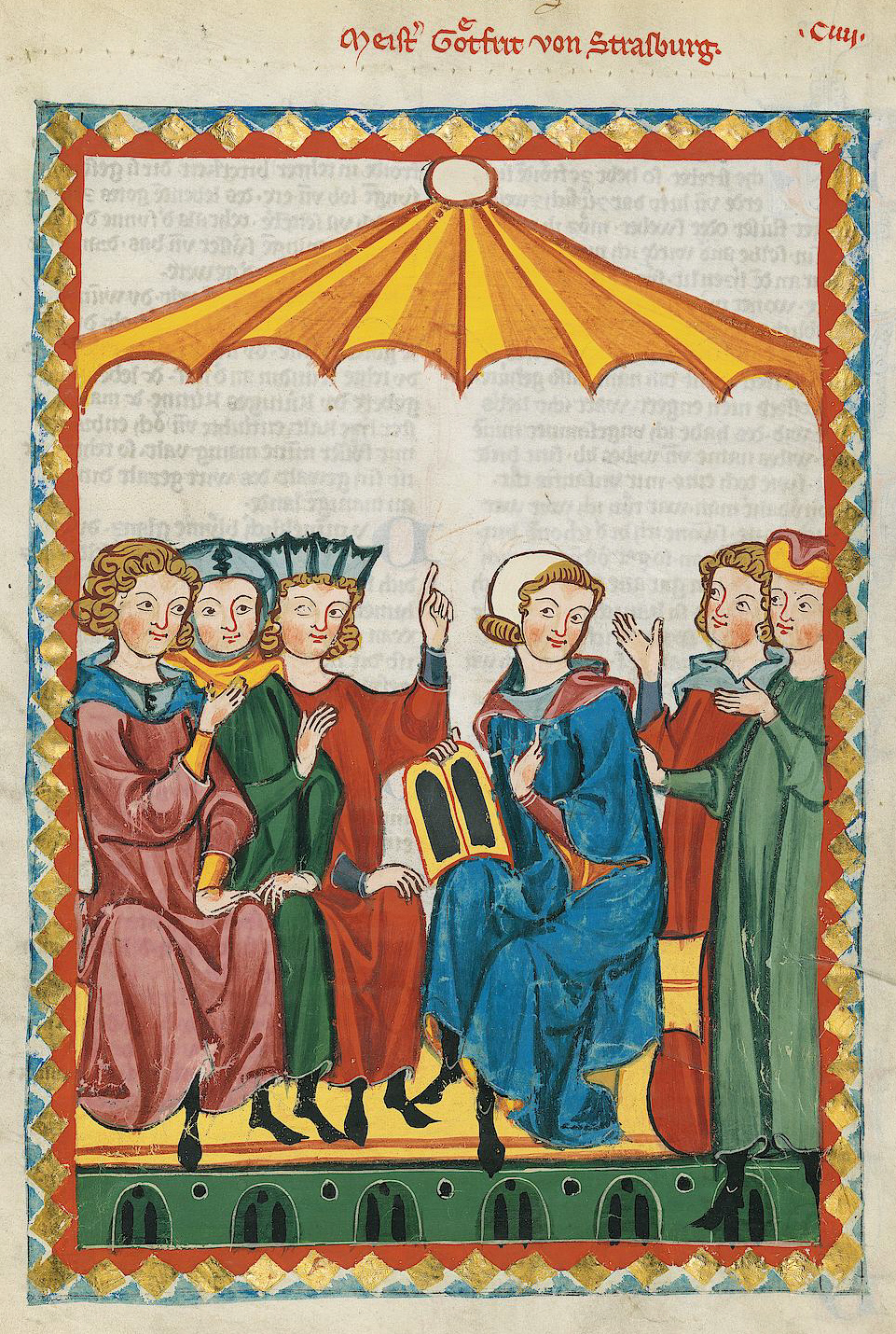
Gottfrid från Strassburg i boken Codex Manesse

Gottfrid från Strassburg (tyska: Gottfried von Straßburg), var en tysk medeltidsskald. Han levde i slutet av 1100-talet och dog omkring 1215.
Om hans liv är nästan inte någonting med säkerhet bevisad. Av hans arbeten känner man dels några smärre lyriska dikter, dels en stor, ofullbordad episk diktning, Tristan och Isolde (omkring 1210). Hans närmaste litterära källa var skalden Thomas från Bretagne. Gottfried förfogade över rik bildning och kritisk blick. Hans epos förhärligade hänsynslöst kärlekslidelsen. Med glödande ord och djup psykologisk blick skildrade han de båda älskandes själsliv och öden. Utförligt beskrev han de höviska sederna och riddartidens prakt. Den formfulländade och praktfulla diktionen är elegant konstmässig och retoriskt utbildad samt utövade stort inflytande på den följande epiken. Gottfrieds diktning fortsattes av Ulrich von Türheim och Heinrich von Freiberg.